# Leptophloeus hypobori
Leptophloeus hypobori is een keversoort uit de familie dwergschorskevers (Laemophloeidae). De wetenschappelijke naam van de soort werd in 1855 gepubliceerd door Jean Pierre Omer Anne Édouard Perris.